# Chirosia arnolitra
Chirosia arnolitra este o specie de muște din genul Chirosia, familia Anthomyiidae. A fost descrisă pentru prima dată de Huckett în anul 1924. Conform Catalogue of Life specia Chirosia arnolitra nu are subspecii cunoscute.